# Laetana opulenta
Laetana opulenta es una especie de insecto coleóptero de la familia Chrysomelidae. Fue descrita científicamente en 1892 por Peringuey.